# Médersa Al Husseiniya Al Kubra

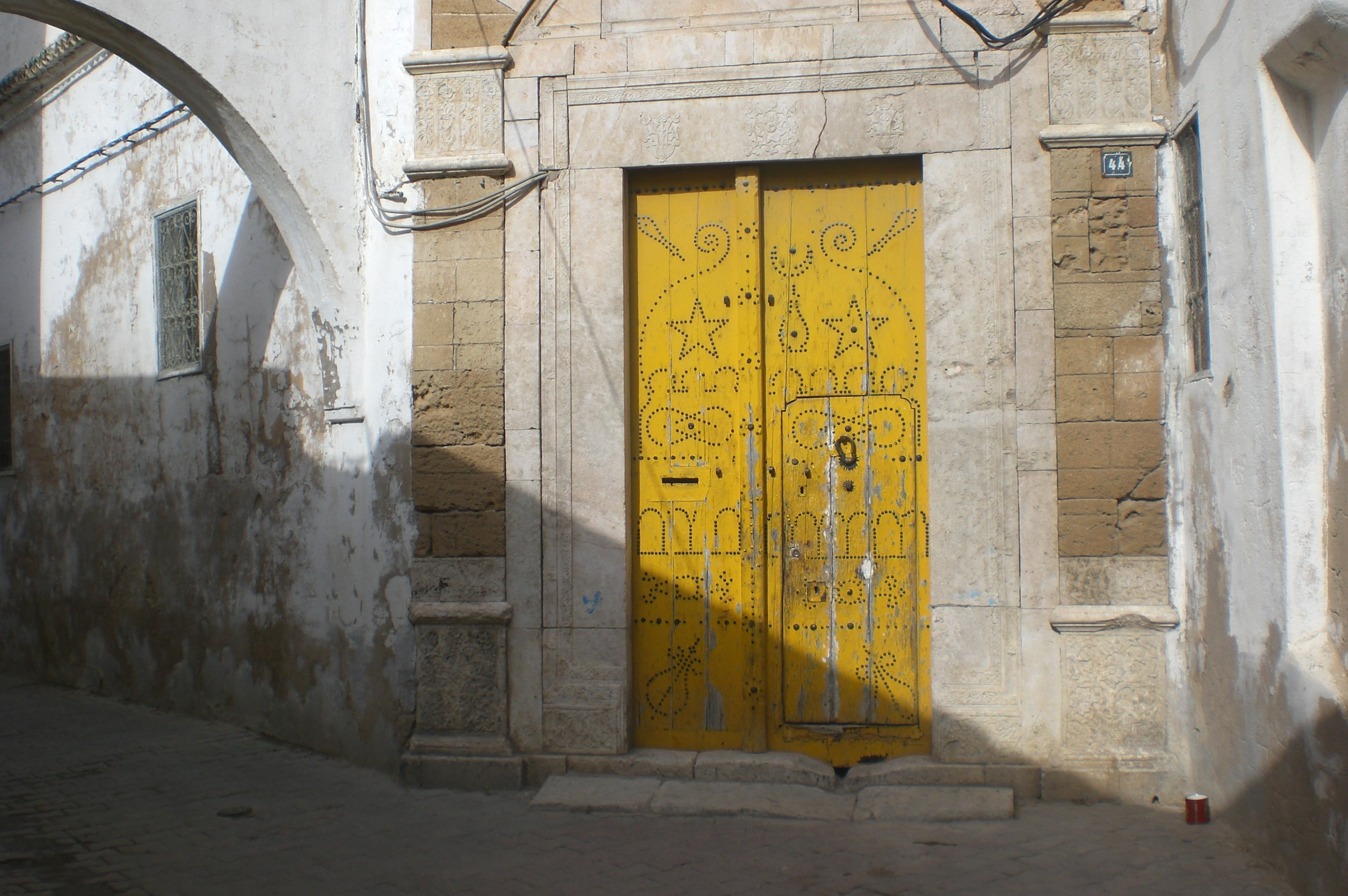
Porte d'entrée de la médersa.

La médersa Al Husseiniya Al Kubra (arabe : المدرسة الحسينية الكبرى), aussi connue sous le nom de médersa de Tourbet El Bey, est l'une des médersas de la médina de Tunis.
Située sur la rue Tourbet El Bey, elle est, avec le mausolée du Tourbet El Bey lui-même, l'un des plus importants monuments de l'époque husseinite.

## Histoire

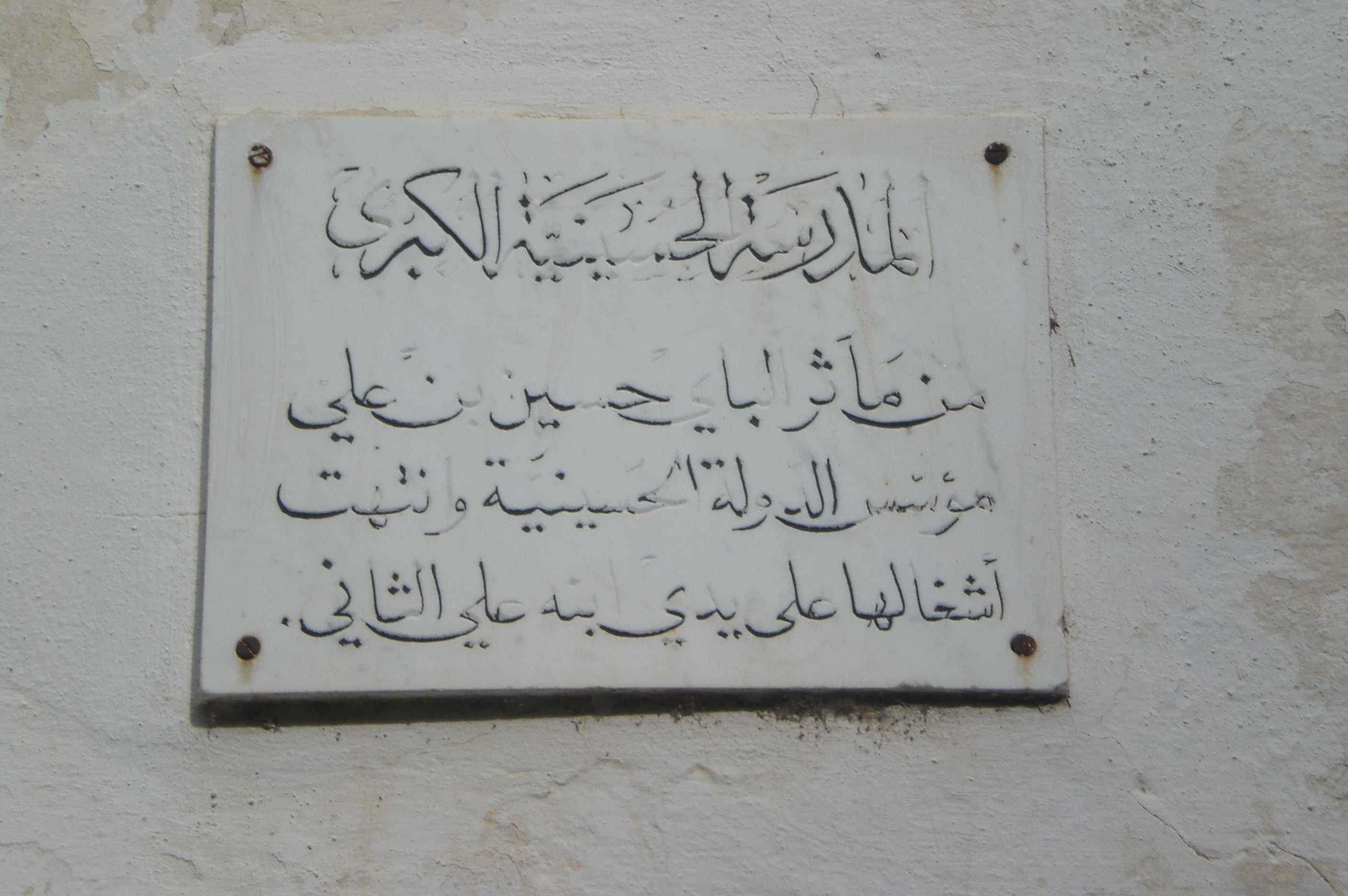
Panneau indiquant le nom de la médersa.

Bâtie par Ali II Bey en 1777 (1191 de l'hégire), elle est, avec la médersa El Tawfikia, l'une des plus grandes médersas de la médina de Tunis, avec une quarantaine de chambres. 

## Architecture
Les 43 chambres réparties sur les deux étages de la médersa donnent sur un grand patio. Elles sont utilisées pour héberger les étudiants de la Zitouna.
Elle abrite également une salle de prière (masjid) qui est utilisée aussi bien pour la prière que l'enseignement.